# Jenny Maria Ödmann
Jenny Maria Ödmann, född Braun den 20 mars 1847 i Stockholm, död den 6 oktober 1917 i Sidmouth, England, var en svensk författare. 
Hon använde olika pseudonymer, bland andra J-y Brn, Jenny Braun och J. Brun. Hon var medarbetare i Stockholms-Tidningen. Många av hennes romaner och noveller publicerades i följetongsavdelningen av Fäderneslandet och publicerades senare som böcker, som såldes i stora upplagor.
Hon var från 1869 gift med publicisten och politikern Samuel Ödmann i dennes andra gifte samt blev mor till Sam Ödmann.